# التسلل عبر الحدود

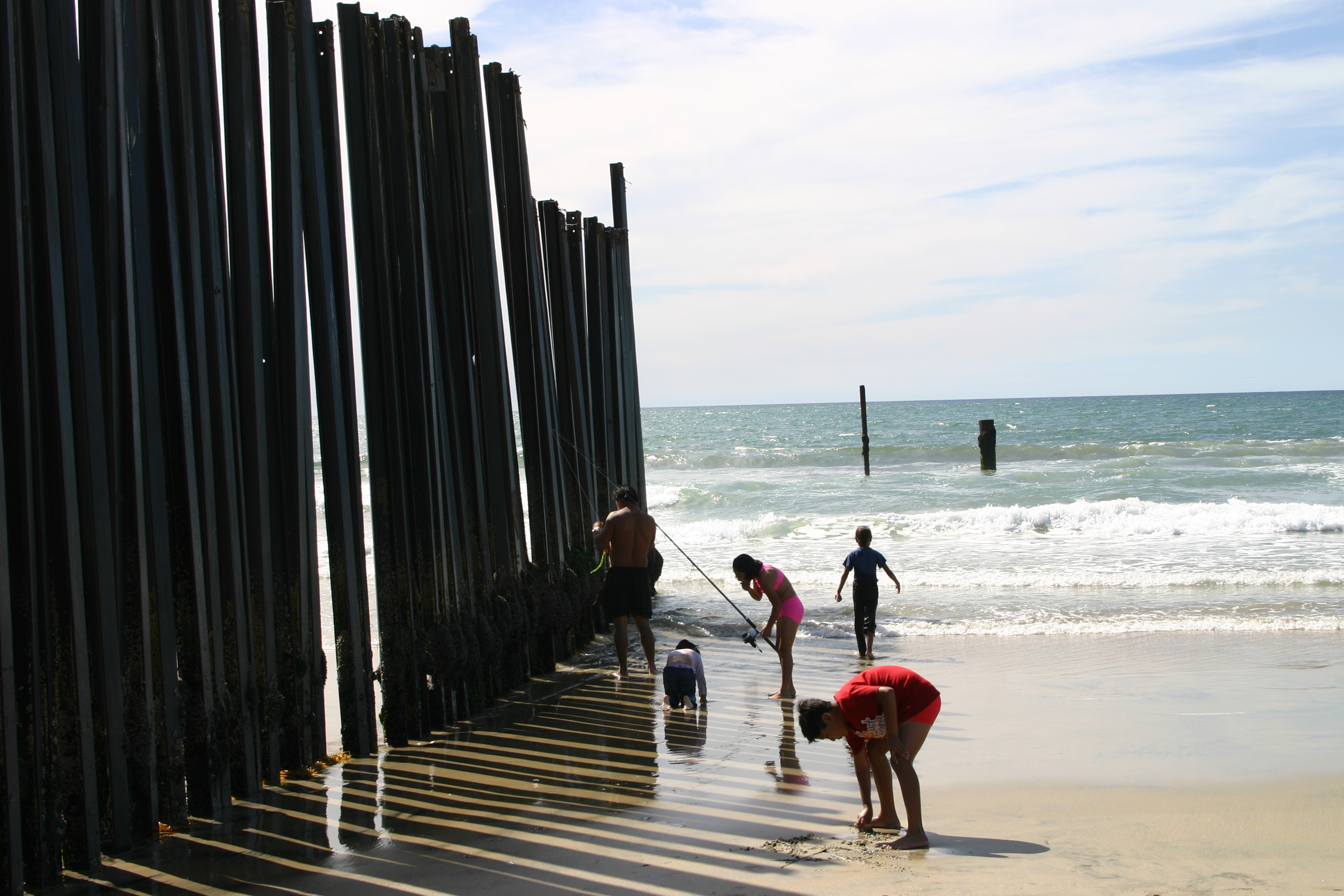
عائلة تتمتع بالشاطئ على الجانب الأمريكي من الحاجز في المحيط الهادئ في إمبيريال بيتش، سان دييغو، كاليفورنيا.

التسلل عبر الحدود هو فعل غير شرعي يقوم به المواطنون الأجانب الذين يصلون إلى بلد ما أو يعبرون الحدود إليه مما يشكل انتهاكاً لقانون الهجرة. إن تهريب البشر هو ممارسة مساعدة الناس على عبور الحدود الدولية لتحقيق مكاسب مالية، وغالباً ما يتم ذلك في مجموعات كبيرة. كما يرتبط تهريب البشر بالاتجار بهم.
يقوم المهرِّب بتسهيل دخول الأجانب غير المشروع إلى بلد ما مقابل رسوم، ولكن عند وصولهم إلى وجهتهم عادة ما يكون الشخص المهرَّب حراً. ينطوي الاتجار بالبشر على القوة البدنية أو الاحتيال أو الخداع للحصول على الأشخاص ونقلهم، وعادة ما يكون ذلك لأغراض الاستعباد والدعارة.

## حسب البلد

### الهند
تقوم الهند حالياً بإقامة سياج على طول الحدود لتقييد حركة المرور غير المشروعة من بنغلاديش. ويبلغ طول هذا الحاجز الهندي البنغالي 4,000 كيلومتراً (2,500 ميل). الهدف المعلن من هذا السياج هو وقف تسلل الإرهابيين، ومنع التهريب، وإنهاء الهجرة غير الشرعية من بنغلاديش.

### أستراليا
وفي أستراليا، أعيد إحياء الاحتجاز الإلزامي للمهاجرين في عام 1992 لجميع الأجانب الذين يصلون إلى أستراليا بدون تأشيرة. وقد أثار هذا الأمر انتقادات شديدة لأن «المتقدمين عبر الحدود» فقط هم الذين يخضعون للاحتجاز، حيث يُزعم أن هناك تمييزاً غير عادل ضد بعض المهاجرين.
كان "Suspected Irregular Entry Vessel" أو "SIEVs "هو الاسم الذي استخدمته قوات الدفاع الأسترالية أو المراقبة الساحلية الأسترالية للسفن البحرية التي يشتبه في أنها تحاول الوصول إلى أستراليا دون تصريح. عملياً، كانت هذه المراكب تحمل في كثير من الأحيان طالبي لجوء كانوا قد غادروا إندونيسيا في المرحلة الأخيرة من رحلة كانت قد بدأت في بلدان مثل العراق وأفغانستان بعد دفع أجور لمهربين.

### فلسطين
خلال الفترة 1933-1948، قامت الحكومة البريطانية بحصر الهجرة اليهودية إلى فلسطين بنظام الحصص، وفي أعقاب صعود النازية إلى السلطة في ألمانيا بدأت الهجرة غير الشرعية إلى فلسطين. كانت الهجرة غير الشرعية تُعرف باسم عليا بت «الهجرة الثانوية» أو ها أبالا، والتي كانت تُنظم من قبل موساد خاص وكذلك من قبل الآرغون. كانت الهجرة تتم بشكل رئيسي عن طريق البحر، وبدرجة أقل برّاً عبر العراق وسوريا. وابتداءاً من عام 1939، تم تقييد الهجرة اليهودية بشكل أكبر، حيث اقتصرت على 75 ألف فرد لمدة خمس سنوات انتهت بعدها الهجرة تماماً. خلال الحرب العالمية الثانية والسنوات التي تلت ذلك حتى الاستقلال، أصبحت عليا بت الشكل الرئيسي للهجرة اليهودية إلى فلسطين. وعلى الرغم من الجهود البريطانية للحد من الهجرة غير الشرعية، إلا أن 110 ألف يهودي هاجروا إلى فلسطين خلال الأربعة عشر عاماً من إدارتها العسكرية.

### تركيا
أما تركيا، التي تشكل نقطة عبور للمهاجرين غير المصرح لهم الذين يحاولون الوصول إلى أوروبا، فقد اتُهمت بأنها عاجزة عن تأمين حدودها مع اليونان. منذ عام 1966، قُتل 40 مهاجراً غير شرعي بالألغام، بعد دخولهم الأراضي اليونانية في إيفروس. في عام 2001، أنقذ خفر السواحل اليونانيون حوالي 800 مهاجر غير شرعي بعد اندلاع حريق على متن سفينة «بريلنر» التي ترفع العلم التركي، والتي يعتقد أنها أبحرت من ميناء إزمير التركي وربما كانت في طريقها إلى إيطاليا. في تموز/ يوليو 2004 ومرة أخرى في أيار/ مايو 2006، تم ضبط سفن خفر السواحل اليونانية (الهيلينية) أثناء قيامهم برحلة تصويرية على بعد بضع مئات من الأمتار من الساحل التركي وعودتهم خلسةً إلى البحر. وقد أسفر هذا الفعل عن غرق ستة أشخاص بين خيوس وقارابورون في 26 أيلول/ سبتمبر 2006، بينما اختفى ثلاثة آخرون وأنقذ 31 آخرون من قبل رجال الدرك والصيادين الأتراك. كان ثلاثة من الغرقى تونسيين، وأحدهم جزائري، وآخر فلسطيني، وآخرعراقي. أما الثلاثة المختفون، فقد كانوا تونسيين أيضاً.
ونتيجة للمفاوضات الثنائية، تم التوقيع على اتفاق «إعادة القبول» بين تركيا واليونان في تشرين الثاني/ نوفمبر 2001 وتم إنفاذه في نيسان/ أبريل 2002. أما فيما يتعلق بمواطني البلدان الثالثة أو ما يعرف ب (third country nationals" (TCN"، يعطي هذا البروتوكول الطرفين مدة 14 يوماً لإبلاغ بعضهم البعض بعدد الأشخاص الذين يتعين إعادتهم بعد تاريخ العبور غير القانوني.

### الصين
تقوم جمهورية الصين الشعبية ببناء حاجز أمني على طول حدودها مع كوريا الشمالية لمنع المنشقين أو اللاجئين من كوريا الشمالية من دخول البلاد بشكل غير قانوني.
في 13 أيار/ مايو 2004، حكمت جمهورية الصين الشعبية على يانغ جيان لي، المعارض الصيني الذي يقيم في الولايات المتحدة الأمريكية، بالسجن لمدة خمس سنوات بتهمة التجسس والتسلل غير القانوني.

#### هونغ كونغ
كان التسلل غير الشرعي لللاجئين الفيتناميين مصدر قلق لحكومة هونغ كونغ لمدة 25 عاماً. وقد تم حل هذه المسألة لأول مرة في عام 2000. وفي الفترة بين 1975 و1999، أُعيد توطين 143,700 لاجئ فيتنامي في بلدان أخرى، وأُعيد أكثر من 67,000 مهاجر فيتنامي إلى وطنهم.

### إيران
في 23 آذار/ مارس 2007، حاصرت البحرية التابعة للحرس الثوري الإيراني 15 فرداً من أفراد البحرية الملكية البريطانية من على سفينة HMS Cornwall، ثم احتُجزوا فيما بعد قبالة الساحل العراقي- الإيراني. وقال المدير العام لشؤون أوروبا الغربية إبراهيم رحيم بور أن السفن البريطانية دخلت المياه الإقليمية الإيرانية «بطريقة غير شرعية»، وأن من كان عليها اعتقلهم حرس الحدود للتحقيق معهم واستجوابهم. في 24 آذار/ مارس، قالت وكالة أنباء فارس الإيرانية إن المعدات الملاحية التي ضُبطت على السفن البريطانية تُبين أن البحّارة كانوا على علم بأنهم كانوا يبحرون في المياه الإيراينة. وفي اليوم نفسه، قال الجنرال علي رضا أفشار، وهو ضابط عسكري كبير، إن البحّارة اعترفوا بدخولهم المياه الإيرانية بصورة غير شرعية.

### مصر
في 25 كانون الثاني/ يناير 2008، قامت قوات الأمن المصرية بإغلاق جميع نقاط الدخول غير القانونية تقريباً على طول الحدود مع غزة في محاولة لوقف تدفق الفلسطينيين الراغبين في العبور. كما أقامت القوات المصرية في مكافحة الشغب أسلاكاً شائكة وأسواراً على طول الحدود لمنع المزيد من الفلسطينيين من العبور.

### تايلاند
في 5 حزيران/ يونيو 2006، احتجزت الشرطة 231 لاجئاً من الهمونغ الفارّين من لاوس في محافظة فيتشابون بسبب دخولهم تايلاند بصورة غير مشروعة. وكان الهمونغ يسعون للحصول على حق اللجوء في بان هوي نام خاو في المحافظة نفسها، حيث يوجد حوالي 6,500 من السكان من أصل همونغ، بيد أن الجيش التايلاندي رفض السماح لهم بالبقاء. معظم الهمونغ يزعمون أنهم قاتلوا ضد الشيوعيين في الحرب الأهلية اللاوسية.

### ماليزيا
ينتمي معظم المهاجرين غير الشرعيين في ماليزيا إلى دول مجاورة من جنوب شرق آسيا مثل إندونيسيا خاصة الحدود الإندونيسية الماليزية عبر الحدود البحرية لمضيق ملقا والحدود البرية في جزيرة بورنيو. تُستخدم الحدود البرية بين ماليزيا وتايلاند في الغالب من قبل شعب بنغلاديش وراخين في ميانمار. بينما تُستخدم الحدود الماليزية الفلبينية عادةً من قبل شعب مينداناو عبر بحر سيليبس.

### الولايات المتحدة الأمريكية

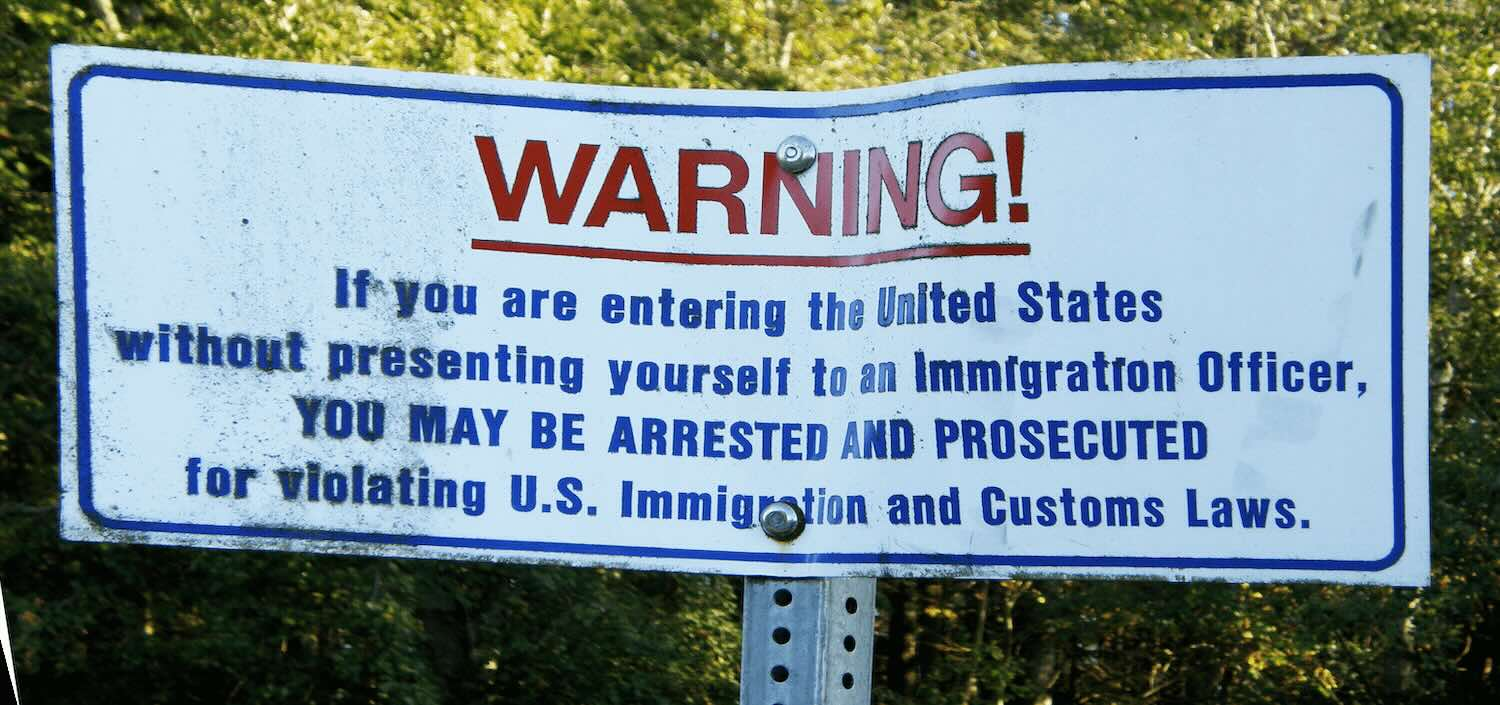
لافتة تحذيرية على الحدود الدولية بين الولايات المتحدة الأمريكية وكندا في بوينت روبرتس، واشنطن.

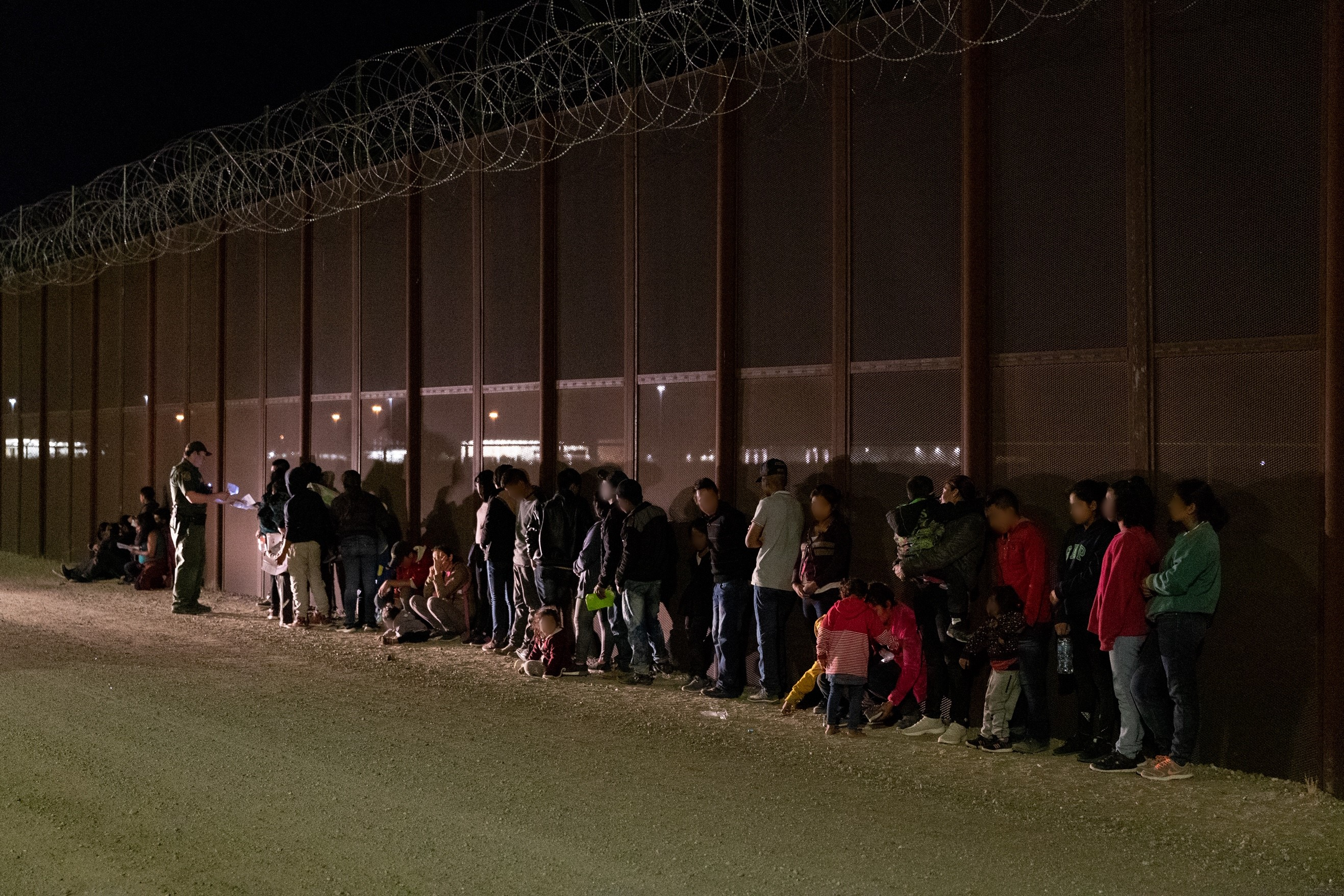
تستعرض دورية الحدود الأمريكية وثائق الأفراد المشتبه في قيامهم بمحاولة الدخول غير القانوني في عام 2019.

وفقاً لبحث أجراه مكتب المساءلة الحكومية في عام 2006، هناك ما يقدر بنصف مليون حالة عبور غير مشروعة إلى الولايات المتحدة في كل عام. وفي عام 2008، قدّر مركز بيو الإسباني أن هناك ما بين ستة إلى سبعة ملايين شخص يعيشون في الولايات المتحدة بعد تهربهم من مفتشي الهجرة أو دوريات الحدود.
إنّ المخالفة الأولى هي جنحة بموجب قانون الهجرة والجنسية لعام 1965، الذي يحظر على غير المواطنين دخول أو محاولة دخول الولايات المتحدة في أي وقت أو مكان لم يحدده أحد موظفي الهجرة، كما يحظر على غير المواطنين التهرب من التفتيش من قبل موظفي الهجرة.
تتولى هيئة الجمارك وحماية الحدود الأمريكية مسؤولية القبض على الأفراد الذين يحاولون دخول الولايات المتحدة بصورة غير قانونية. وتُعتبر دورية حدود الولايات المتحدة ذراعها المتنقل لإنفاذ القانون، والمسؤولة عن ردع وكشف واعتقال أولئك الذين يدخلون الولايات المتحدة دون تصريح من الحكومة أو من خارج موانئ العبور المحددة لذلك.
وقد أصبحت الحدود الجبلية والصحراوية الريفية غير المسورة بين أريزونا والمكسيك منطقة عبور رئيسية للهجرة غير القانونية إلى الولايات المتحدة، ويرجع ذلك جزئياً إلى تزايد صعوبة العبور بصورة غير مشروعة إلى كاليفورنيا. ففي كل عام هناك عدة مئات من الوفيات بين المهاجرين على طول الحدود المكسيكية الأمريكية. وغالباً ما يستعين المهاجرون بمهرّبين (يعرفون باسم «الذئاب») يعدون بمرور آمن إلى الولايات المتحدة ويتقاضون أجراً يتراوح بين 3 إلى 6 آلاف في سبيل السير على الأقدام لمسافات طويلة خلال ممرات عبور أو 7 إلى 14 ألفاً لكل شخص يساعدونه في عبور الحدود. وقد دفعت صعوبة الرحلة ونفقاتها العديد من العمال المهاجرين للبقاء في الولايات المتحدة لفترة أطول أو إلى أجل غير مسمى.
وفقاً لدوريات الحدود الأمريكية، فقد لقي 1,954 مهاجراً حتفهم على طول الحدود المكسيكية الأمريكية بين عامي 1998 و 2004. في 6 حزيران/ تموز 1993، حاول 283 مهاجراً صينياً الدخول إلى الولايات المتحدة عبر سفينة بحرية بصورة غير شرعية؛ وصل عشرة منهم ميتون.

### المملكة المتحدة
تشير دراسة حديثة حول الهجرة غير النظامية إلى المملكة المتحدة إلى أن «معظم المهاجرين غير الشرعيين ارتكبوا جرائم إدارية وليس جرائم خطيرة». في عام 2004، اتُخذت إجراءات العبور غير القانوني ضد 36,550 مهاجراً؛ وتشير التقديرات إلى أن عدد المهاجرين الذين تجاوزوا مدة صلاحية تأشيراتهم يفوق عدد الذين يدخلون المملكة المتحدة سراً، مما يعني عدم احتمالية وجود أعداد كبيرة من حالات عبور غير شرعية للحدود البريطانية.
إن العديد من المعابر السرية شديدة الخطورة. إذ كان هناك 72 حالة وفاة موثقة يُعتقد أنها وقعت أثناء دخول المملكة المتحدة بين عامي 1993 و 2002. كان السبب الأكثر شيوعاً للموت أثناء دخول المملكة المتحدة (61 من حالات الوفيات المسجلة) الاختناق في شاحنة أثناء تهريبها إلى المملكة المتحدة بالعبّارة؛ كما غرق آخرون في القناة الإنجليزية، حيث تجمدوا حتى الموت بينما كانوا يسافرون خلسة على متن طائرة وسحقتهم القطارات في نفق المانش.

### ألمانيا
أكثر من 28,000 شخص دخلوا ألمانيا عن طريق البر و 10,300 شخص دخلوا من النمسا. كما وصل نحو 9,270 شخصاً بصورة غير قانونية إلى المطارات وأكثر من 1,120 شخصاً إلى الموانئ البحرية. كان معظم المهاجرين من أفغانستان ونيجيريا والعراق وسوريا وتركيا. وبذلك يصل العدد إلى 38,000 مهاجر غير شرعي اعتقلتهم الشرطة الاتحادية في ألمانيا.